# 金廷·金塔纳

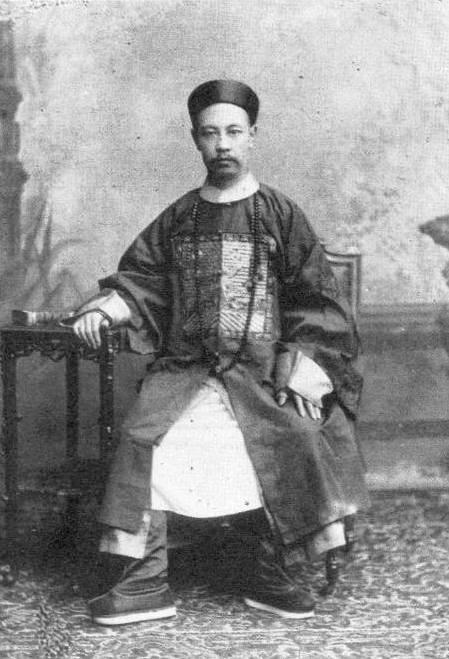

金廷·金塔纳（Quintín Quintana; 1845/1850 - 1902年3月6日）是十九世纪末移民南美洲的一位华人领袖。原名Liu Tang Sin Shin，最初以苦力的身份移民秘鲁，之后完成契约获得自由，他按照当时的华工的习惯采用原种植园主的姓氏而为自己取名。硝石战争期间，金廷·金塔纳率领在种植业被压迫的华工投靠智利，加入了帕特里西奥·林奇的军队。战后移居智利。